# NGC 3172
NGC 3172 (również PGC 36847) – galaktyka spiralna (S?), znajdująca się w gwiazdozbiorze Małej Niedźwiedzicy. Odkrył ją John Herschel 4 października 1831 roku.
W galaktyce tej zaobserwowano supernową SN 2010af.